# Takht-e Rostam

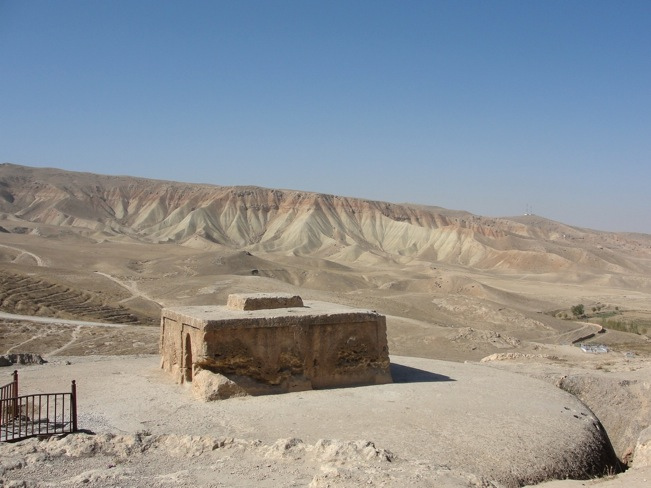
Takht-e Rostam

Takht-e Rostam es un monumento del siglo VI a. C., situado a medio camino entre Persépolis y Naqsh-e Rostam en Fars, en Irán.
Se trata de una tumba inacabada que data de la época aqueménida que habría sido una copia exacta de la de Ciro II en Pasargadas. Solamente subsisten las dos plataformas inferiores. Se estima que estaba destinada a Cambises II, pero éste murió prematuramente en Siria, su lugar de inhumación permanece desconocido.
El nombre moderno significa «el trono de Rostam», y hace referencia a Rostam un héroe mítico de la antigua Persia.
La tumba fue encontrada en la década de 1930 por el arqueólogo Ernst Herzfeld.
- Datos: Q2593345
- Multimedia: Takht-i-rustam / Q2593345